# 下里 (東久留米市)
下里（しもさと）は、東京都東久留米市の町域。

現行行政地名は、下里一丁目から下里七丁目。
郵便番号は203-0043。

## 地理
東久留米市の西部。
東から時計回りに、東久留米市八幡町、東久留米市滝山、東久留米市柳窪、東村山市恩多町、東村山市青葉町、清瀬市竹丘、東久留米市野火止、に隣接する。

### 河川
- 野火止用水

## 小・中学校の学区
市立小・中学校に通う場合、学区は以下の通りとなる。

2025年4月現在
| 丁目   | 番地               | 小学校     | 変更承認区域 |
| ------ | ------------------ | ---------- | ------------ |
| 一丁目 | 1〜3番 5番 7〜15番 | 本村小学校 |              |
| 一丁目 | 4番 6番            | 第一小学校 |              |
| 二丁目 | 全域               | 第七小学校 |              |
| 三丁目 | 全域               | 第十小学校 |              |
| 四丁目 | 全域               | 第十小学校 |              |
| 五丁目 | 全域               | 第七小学校 | 本村小学校   |
| 六丁目 | 全域               | 第七小学校 | 本村小学校   |
| 七丁目 | 全域               | 本村小学校 |              |

| 丁目   | 番地               | 中学校       | 変更承認区域 |
| ------ | ------------------ | ------------ | ------------ |
| 一丁目 | 1〜3番 5番 7〜15番 | 久留米中学校 |              |
| 一丁目 | 4番 6番            | 中央中学校   |              |
| 二丁目 | 全域               | 下里中学校   |              |
| 三丁目 | 全域               | 下里中学校   |              |
| 四丁目 | 全域               | 下里中学校   |              |
| 五丁目 | 全域               | 下里中学校   |              |
| 六丁目 | 全域               | 下里中学校   |              |
| 七丁目 | 全域               | 久留米中学校 |              |

## 交通

### 鉄道
鉄道空白地帯となる。
下記の駅がバス利用等での主な利用圏内となる。
| バス移動で利用可能な駅                                                                   |
| ---------------------------------------------------------------------------------------- |
| 西武池袋線 - 清瀬駅(SI 15) 西武新宿線 - 花小金井駅(SS 18) JR中央線 - 武蔵小金井駅(JC 15) |

### バス
- 西武バス滝山営業所・小平営業所

…が周辺の路線を運行している。なお、滝山営業所は当町域（下里三丁目）に所在している。

## 施設

### 下里三丁目
- 東久留米市立下里小学校(閉校)
- 東久留米市立下里中学校
- 新山遺跡